# 가드너나무타기쥐
가드너나무타기쥐(Rhipidomys gardneri)는 비단털쥐과에 속하는 남아메리카 설치류이다. 브라질 서부와 페루 남동부, 볼리비아 북동부 지역에서 발견된다. 흔하지 않은 수상성 동물이지만, 특별한 멸종 위협 요인이 없기 때문에 국제 자연 보전 연맹(IUCN)이 보전 등급을 "관심대상종"으로 분류하고 있다.

## 특징
가드너나무타기쥐는 남아메리카나무타기쥐속에 속하는 대형 종의 하나로 몸길이가 150~190mm로 꼬리 길이가 몸길이보다 길다. 등 쪽 털은 짧고 거칠며, 회색부터 오렌지색 갈색까지 다양하고 각각의 털은 일정한 간격의 띠 모양을 띤다. 배 쪽은 누르스름하고 목과 가슴 중간 부분 털은 회색이다. 꼬리는 짙은 갈색이고, 짧은 털로 덮여 있으며 꼬리 끝은 짧은 붓꼬리 모양을 띤다. 귀는 둥글고 중간 크기이다. 큰 뒷발 윗면의 짙은 반점은 발가락 위까지 연장되지 않는다.

## 분포 및 서식지
가드너나무타기쥐는 페루 남동부와 브라질에서 가장 서쪽에 있는 아크리주, 볼리비아의 북동부 지역의 토착종이다. 일차림과 이차림 모두에서 서식하며, 해발 200~2500m 또는 그 이상 고도에서 발견된다. 주루아강과 우카얄리강, 마드레데디오스강, 베니강 유역에서 서식한다.

## 보전 상태
가드너나무타기쥐는 널리 분포하지만 흔하지 않은 종으로 간주된다. 그럼에도 불구하고, 숲 서식지를 제외하고 집의 볏짚 등으로 이은 지붕을 포함하여 많이 교란되고 사람이 만든 서식지에 적응해 왔으며, 한 가구 서랍에서 새끼를 돌보는 한 마리의 암컷이 발견되었다. 국제 자연 보전 연맹(IUCN)이 보전 등급을 "관심대상종"으로 분류하고 있다.